# 丹羽久章
丹羽 久章（にわ きゅうしょう、1914年10月31日 - 1985年8月23日）は、日本の政治家。自由民主党所属の元衆議院議員（3期）。元愛知県議会議員（4期）。
衆議院議員を12期務めた丹羽兵助は兄。

## 経歴

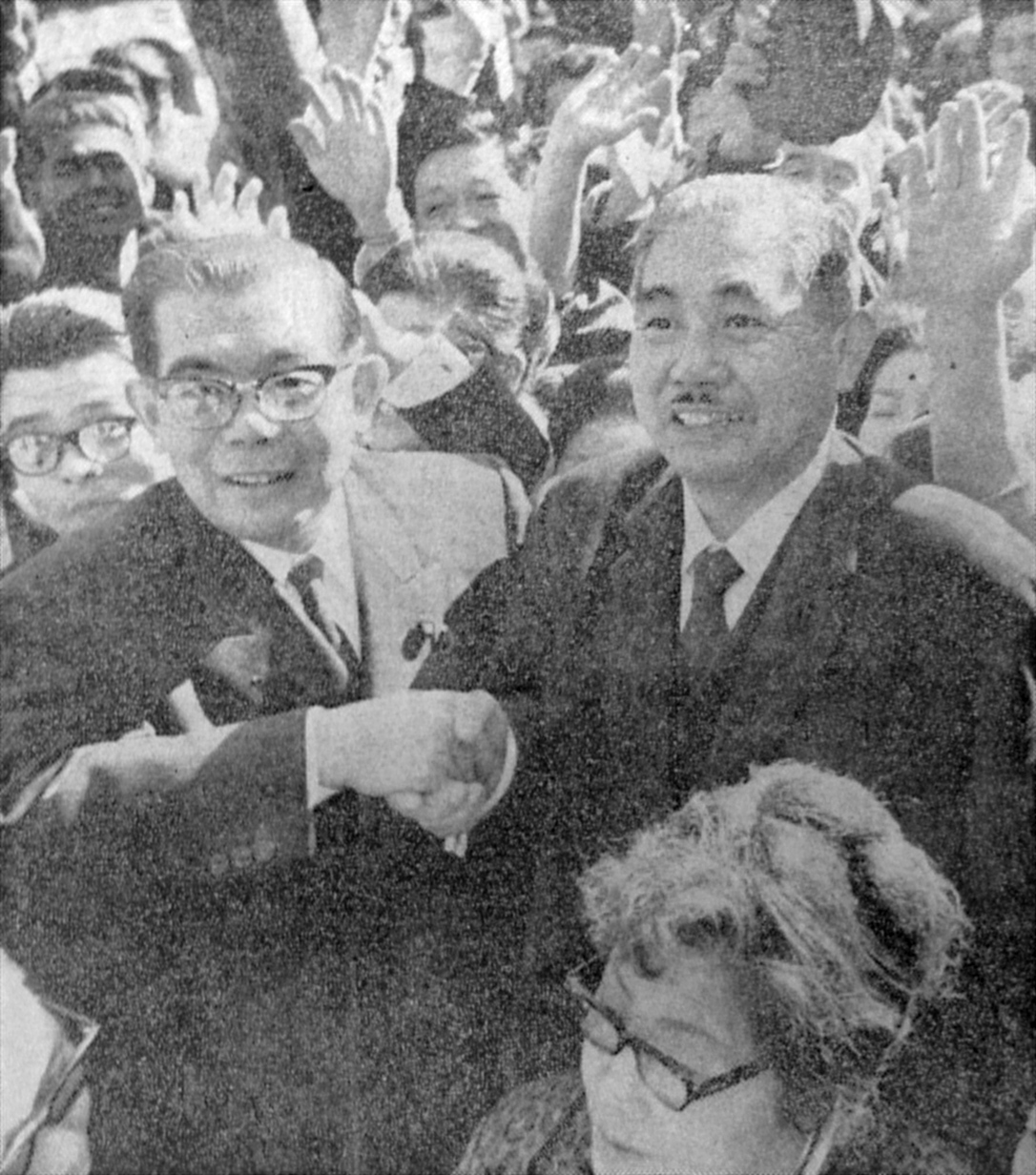
1967年の衆院総選挙で初当選。兄の丹羽兵助（左）とともに。

愛知県名古屋市出身。名古屋市の高等小学校卒業。1951年、愛知県議会議員選挙に名古屋市北区選挙区から立候補し、初当選。愛知県議会副議長、丸久交通社長などを歴任。
1963年11月の第30回衆議院議員総選挙に旧愛知1区から自由民主党公認で立候補したが落選。次の1967年の第31回衆議院議員総選挙で初当選。
1969年に再選。1972年の総選挙では無所属・日本共産党推薦の新人、田中美智子に敗れ落選。1976年、定数が3から4に増えた旧愛知1区で3期目の当選。
この間第1次田中角栄内閣で通商産業政務次官、福田赳夫改造内閣で国土政務次官を歴任した。
1979年の総選挙では公明党新人の柴田弘に敗れ落選。1980年の総選挙に落選。
1983年6月の第13回参議院議員通常選挙で自民党は海部郡選出の吉川博県議を擁立するが、同じ河本派の海部俊樹に担がれて丹羽も党公認で立候補。次々点で落選。同年12月の総選挙では無所属で立候補し落選。引退を決める。
1985年8月23日、死去。70歳没。1986年の第38回衆議院議員総選挙に息子の丹羽章夫が無所属で立候補するが、7,200票（得票率1.6％）で落選した。